# 僕の中のオトコの娘
『僕の中のオトコの娘』（ぼくのなかのオトコのこ）は、女装を題材にした2012年の日本映画。

## 概要
社会になじめず引きこもりになった男が女装に出会い社会復帰するという青春映画。川野直輝単独初主演。
第36回モントリオール世界映画祭の“Focus on World Cinema部門”に正式出品される。窪田将治監督にとって『失恋殺人』『CRAZY-ISM クレイジズム』に続き3年連続の快挙となった。

## あらすじ
足立謙介（川野直輝）は一般企業で働いていたが、度重なる仕事のミスにより上司に叱責される日々が続いていた。そして、ついに耐え切れなくなり5年間に渡る引きこもり生活を送ることになってしまう。自宅での日々を送っていたある日、姉・足立裕子（中村ゆり）の服を羽織った自身の姿を鏡で見た事で、女装に関して意識するように……。パソコンで女装（女装娘）に関して調べる謙介。そこには見たことのない世界が広がっていた。

## キャスト
- 足立謙介 - 川野直輝
- 足立裕子 - 中村ゆり
- カレン - 草野康太
- 中村昇 - 河合龍之介
- 澤登正嗣 - 内田朝陽
- 職場の上司 - 山田キヌヲ
- 斉藤 - 馬場良馬 （友情出演）
- 喫茶店のマスター - 柳憂怜
- 静香ママ - 木下ほうか
- 足立謙三 - ベンガル

## スタッフ
- 監督・脚本・編集：窪田将治
- エグゼクティブ・プロデューサー：菊池笛人・竹井佑介・三上靖史
- プロデューサー：小関智和・斉藤三保
- 撮影監督：根岸憲一
- 録音：田邊茂男
- ヘアメイク：藤川美紗
- 音楽：與語一平
- 製作：マクザム・FAITHentertainment・ネクストレベル
- 企画・制作：FAITHentertainment
- 配給・宣伝：太秦

## 主題歌
- LYMRAM （リムラム） 『My Color』

## 映画祭
- 第36回モントリオール世界映画祭“Focus on World Cinema部門”
- 第8回KINOTAYO映画祭コンペティション部門
- 第14回ハンブルク日本映画祭
- 第18回函館港イルミナシオン映画祭

## DVD
『僕の中のオトコの娘』
発売：2013年5月31日 3,990円（税込）※セル
　　　2013年6月7日※レンタル
販売元：マクザム
- 予約特典
  - 「川野直輝＆窪田将治（監督）モントリオール世界映画祭、特別映像」（マクザム）
  - 「川野直輝 直筆サイン付生写真」（Amazon.co.jp）
  - 「本編で使用されなかった未公開シーン集」（セブンネットショッピング）

## インタビュー記事
- 女装”がテーマ…窪田監督「曖昧さに人間臭さが…」
- 監督・窪田将治と、女装娘（じょそこ）──その素晴らしく曖昧な世界
- 窪田将治　自分自身を主人公に投影…最新監督作のテーマは「女装娘」
- 「ニッチな世界で頑張るということに尊敬、主人公の謙介はある意味、僕です。」窪田将治監督インタビュー
- マイノリティーの人たちへの応援歌、そして一歩踏み出す勇気を伝えたい
- 女装の世界をきっかけに自分らしく生きる道へ踏み出す〈はじまりの物語〉『僕の中のオトコの娘 』
- 川野直輝「僕の中のオトコの娘」で美少女に変身　初の単独主演果たす
- ピックアップ魂　vol.8 川野直輝